# Cadillac Celestiq

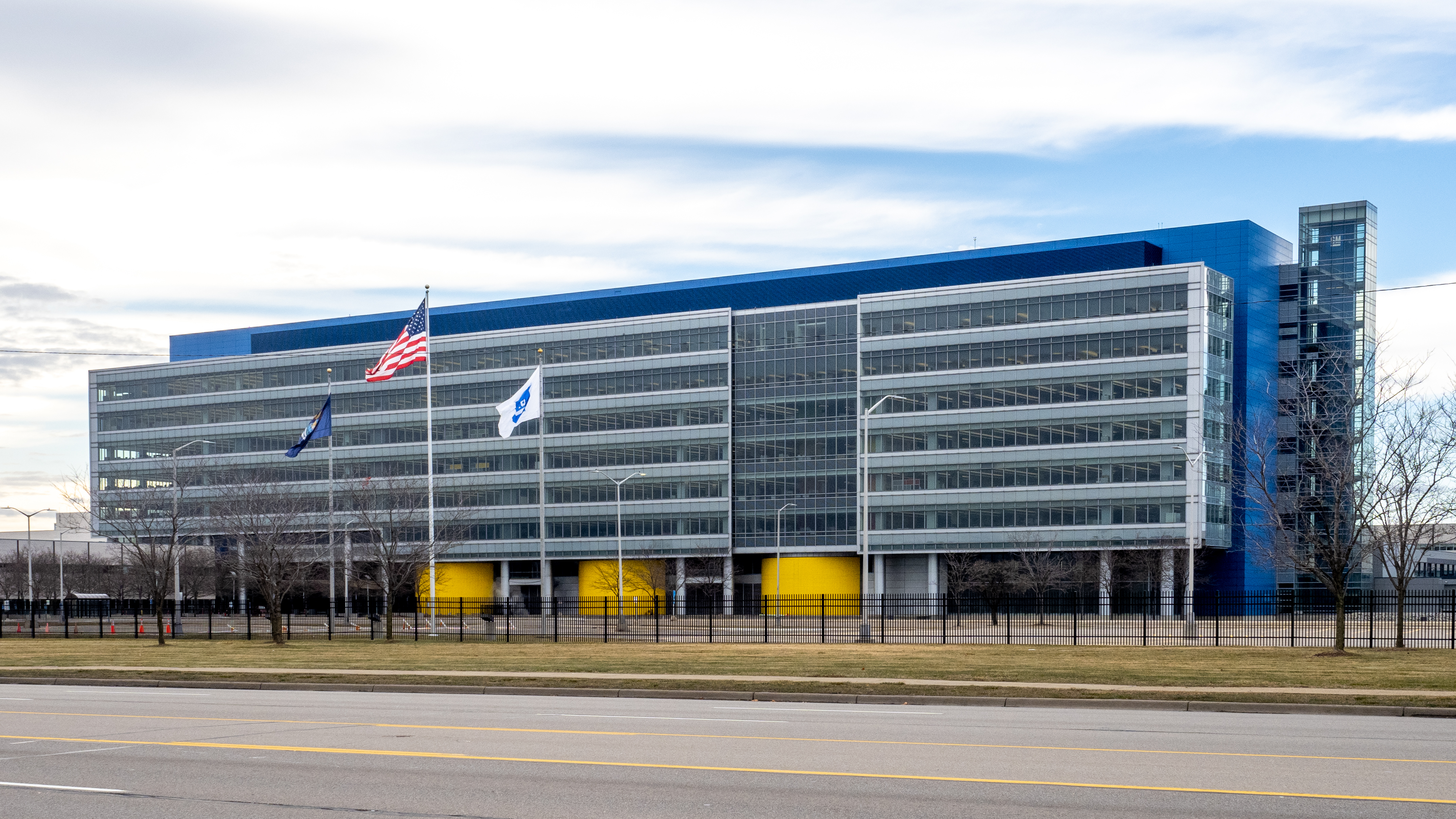
Технический центр General Motors в Уоррене, Мичиган (2020), где выпускается Celestiq

Cadillac Celestiq — электромобиль, выпускающийся с 2024 года подразделением Cadillac компании General Motors. Пришёл на смену автомобилю с ДВС Cadillac CT6.

## Описание
Разработка автомобиля Cadillac Celestiq обошлась в 81 миллион долларов США. Сборка автомобиля организована в Уоррене. Celestiq стал первым автомобилем, выпускающимся в техническом центре GMTC.
Отличительными особенностями Celestiq являются крыша из умного стекла с нанотехнологией Research Frontiers. Другими функциями являются сенсорный экран шириной с приборную панель и полный привод. Сотни компонентов выполнены из 3D-принтера. Cadillac Celestiq оснащён системой помощи водителю Ultra Cruise на платформе Qualcomm Snapdragon Ride.
Как и Cadillac Lyriq, Celestiq оснащён аккумуляторами GM Ultium и выпускается на платформе BEV3.

## Производство
Концепт-кар автомобиля Cadillac Celestiq был представлен в августе 2022 года, затем 18 октября 2022 года автомобиль дебютировал на пресс-конференции. В сентябре 2022 года автомобиль получил премию EyesOn Design за лучшую концепцию и лучшее использование цвета, графики и материалов. В июне 2023 года в Мичигане начались испытания автомобилей.

## Технические характеристики
Cadillac Celestiq является полноприводным автомобилем с двумя электродвигателями: по одному на передней и задней осях. В совокупности двигатели выдают мощность 450 кВт (600 л. с.) и крутящий момент 870 Н⋅м. До 97 км/ч Celestiq разгоняется за 3,8 сек.
Двигатели питаются от высоковольтного тягового аккумулятора общей мощностью 111 кВт⋅ч. Аккумулятор состоит из отдельных ячеек, уложенных горизонтально стопками разной высоты; например, под подножками элементы расположены в шесть рядов высотой, в то время как под сиденьями элементы расположены высотой в 9—12 рядов. Его можно заряжать мощностью до 200 кВт (постоянного тока).